# ぶりなます
ぶりなます（鰤膾）は石川県の郷土料理。源平なます（紅白なます）と呼ばれるダイコンとニンジンとで作るなますにブリを加えた料理であり、正月に食されてきた。
通常の源平なますには薄揚げが使用されるが、正月などの際に薄揚げをブリに代えたものが、ぶりなますである。酒の肴としても食される。
ブリのアラや鰤鎌（）（鰓蓋から胸びれまでの部分）を焼いたかま焼きをほぐして源平なますに加えたものはぶりかまなますとも呼ばれる。
今日では新鮮なブリを塩締めしたものが使われるが、かつての能登半島では冬場の保存食材として作られていた塩ブリを塩抜きして作っていた。